# Компенсаційний метод вимірювання

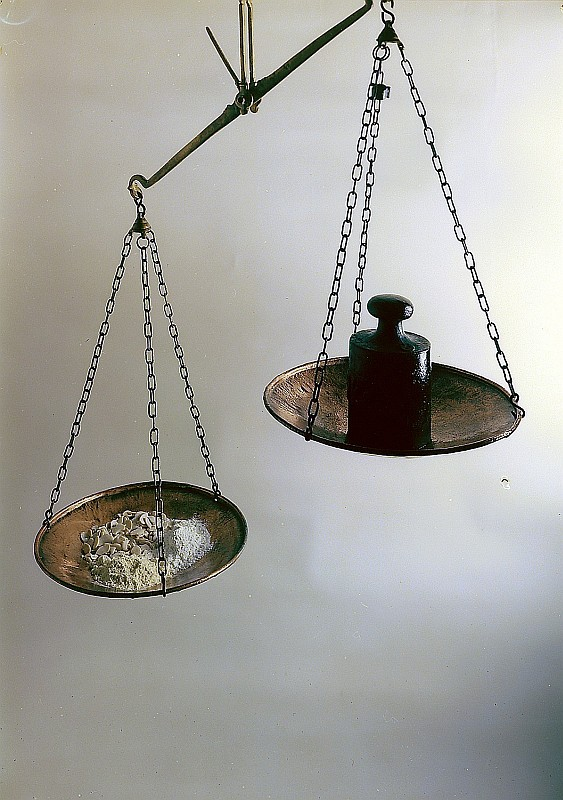
Компенсаційний метод вимірювання маси на прикладі важільної ваги, де нуль-індикатором є стрілка, пов'язана з двоплечим важелем

Компенсаці́йний ме́тод вимі́рювання (англ. compensating measuring method) або нуль-ме́тод (англ. null point method of measurement) або ме́тод зрівнова́ження з регульо́ваною мі́рою — метод прямого вимірювання з багаторазовим порівнянням вимірюваної величини з величиною, що відтворюється мірою, яка регулюється, до їх повного зрівноваження.
Компенсаційний (нульовий) метод є одним з варіантів методу порівняння з мірою, у якому результуючий ефект впливу величини на прилад порівняння зводять до нуля (добиваються нульового показу вимірювального приладу), а значення вимірюваної величини приймається рівним значенню міри. Прикладами нульового методу є: зважування маси на важільній вазі з використанням набору гир; вимірювання електричної напруги зрівноваженим вимірювальним мостом.
Переважно компенсаційний метод вимірювання базується на компенсації (урівноваженні) електричної напруги або електрорушійної сили (е.р.с.), що вимірюється, напругою, яка створюється на відомому електричному опорі струмом від допоміжного джерела. Метод застосовують не лише для вимірювання електричних величин (е.р.с., напруги, струму, опору), але й для вимірювання інших фізичних величин (механічних, світлових, температури тощо), значення яких заздалегідь перетворюють в електричні.
Компенсаційний метод вимірювання вирізняється високою точністю, яка залежить від чутливості нуль-індикатора, що контролює досягнення компенсації та від точності задання величини, що компенсує вимірювану величину.
Цей метод використовується в автоматичних вимірювальних приладах: вимірювальних мостах, потенціометрах, аналізаторах рідин та газів тощо.